# Jean de Beaujeu
Pour les articles homonymes, voir Beaujeu.
Jean de Beaujeu est un architecte, semble-t-il originaire de Chambéry. Il a été architecte de la cathédrale Sainte-Marie d'Auch. Il est mort à Auch en 1568.

## Biographie
Entre 1518 et 1539, Jean de Beaujeu est signalé comme « Mestre masson jurat de la universitat d’Alby ». La comparaison entre ses dates de présence à Albi et la construction du baldaquin de la Cathédrale Sainte-Cécile d'Albi, sous les épiscopats du cardinal Gouffier (1519-1528) et du cardinal Duprat (1528-1535), a conduit certains historiens à lui attribuer la paternité de cette œuvre. On lui attribue aussi la chapelle fondée par le marchand Gaspard Rosier à la Cathédrale Saint-Alain de Lavaur en 1519.
Puis, il était venu s'installer à Auch. Ce fut un maître maçon humaniste et bibliophile qui s'est rarement qualifié d'architecte. On a conservé un exemplaire du livre Mirabilis Liber, probablement imprimé à Lyon au début du XVIe siècle que l'architecte possédait en septembre 1527 et sur lequel il a écrit un quatrain :
Qui me trouvera si me rende
Au soubz escrit, car je suis sien;
Raison le veult, Dieu le commande,
Au bien d'aultruy vous n'avez rien.
Jo de Belloioco, architec. et amicorum
Il est, depuis au moins 1548, « Maître de l'œuvre de l'église métropolitaine » d'Auch pour laquelle il a donné les plans de la façade. Reconnu comme expert, il fait la visite de l'église de Galan (Hautes-Pyrénées)qui venait d'être achevée, en 1554.
Sa signature apparaît deux fois sur la façade occidentale de la cathédrale d'Auch, en 1560 et 1562. Il n'a pas pu la terminer à la suite du départ de l'archevêque Hippolyte d'Este. 
Il a fait son testament à Auch le 10 juin 1568 chez le notaire Me Mouly. Il a été enterré sous un des trois porches de la cathédrale d'Auch qu'il a réalisés.

## Famille
Il s'est marié avec Jeanne Bolangier dont l'orthographe du nom s'est transformée en "Bélangier". 
On voit apparaître à Auch en 1567 un maçon du nom de Jacques Bélangier (aussi noté Bélangé), originaire de Chahaignes dans le diocèse du Mans. Jacques Bélangier a réalisé un puits pour la prieure de Brouilh. On conserve aussi des baux à besogne pour le château de Couloumé et une maitairie à Saint-Christau, près d'Auch, en 1571.
Son fils, Justin de Beaujeu, travailla avec lui mais ne fut jamais architecte. Il est désigné comme "maçon" ou "appareilleur" en 1566. Il serait mort en 1581.
Les deux filles de Jean de Beaujeu, Françoise et Jeanne, se sont mariées à Auch. Françoise avec François Bayard, maître chirurgien. Jeanne avait épousé en 1552, avec Michel Chambri ou Michel de Chambéry, architecte, qui a peut-être travaillé avec son beau-père. On sait qu'il a travaillé sur le château du maréchal de Termes, à Thermes-Magnoac ainsi que pour la reconstruction de l'église Saint-Saturnin de Pouzac,.